# Catalizzatore di energia
Il catalizzatore di energia (in inglese Energy Catalyzer o E-Cat) sarebbe una presunta fonte di calore che, secondo quanto affermato dagli inventori, sfrutterebbe un processo di fusione fredda. L'E-cat messo a punto e brevettato in Italia da Andrea Rossi con il sostegno del fisico Sergio Focardi non è mai stato validato e la teoria alla base dello sfruttamento del processo di fusione fredda viene generalmente considerata pseudoscienza.
Secondo Rossi e Focardi, il dispositivo funzionerebbe infondendo idrogeno riscaldato in polvere di nichel, trasmutandolo in rame e, così facendo, producendo calore. La domanda di brevetto internazionale ha però ricevuto una sfavorevole relazione preliminare internazionale sulla brevettabilità, motivata dal fatto che il processo non funzioni e «offendesse le leggi della fisica generalmente accettate e le teorie consolidate». In seguito a tali vicende, al 2014, il dispositivo è ritenuto privo di consistenza scientifica.
L'apparecchio fu più volte mostrato al pubblico nel corso del 2011, ma senza che fosse consentito alcun controllo o test indipendente; manca, inoltre, qualsiasi pubblicazione peer review che permetta alla comunità scientifica di vagliarne le basi teoriche. Da più parti l'invenzione di Rossi viene additata come una bufala, promossa per motivi economici.

## Storia
Dal 2008 l'inventore e imprenditore Andrea Rossi (noto anche per la vicenda della Petroldragon) ha collaborato con il fisico toscano Sergio Focardi alla prima realizzazione di un dispositivo, denominato E-Cat (Energy Catalizer), che avrebbe dovuto essere in grado di produrre energia utilizzando i fenomeni basati sulle ipotetiche reazioni nucleari a bassa energia già studiate da Focardi.
Il Catalizzatore di energia di Rossi e Focardi è stato oggetto di una presentazione pubblica e negli anni successivi si sono avvicendati alcuni test, nessuno dei quali condotto in modo indipendente e con rigore scientifico.
Nel tempo si sono susseguiti annunci di commercializzazione e cessione di diritti: nel 2011 fu originariamente concessa la licenza per produrre e distribuire l'E-Cat nei Balcani alla società greca Defkalion. L'accordo fu concluso nel 2011, e la società annunciò l'intenzione di fabbricare una serie di dispositivi. Nel 2012 una società italiana, la Prometeon Srl, è divenuta la licenziataria ufficiale italiana per l'E-Cat.
È stato inoltre creato il sito web Ecat.com per effettuare degli ordini "non vincolanti" del dispositivo.
Nel 2012 Ian Bryce, investigatore capo dell'Australian Skeptics, pubblica un articolo dove spiega in dettaglio una verosimile spiegazione che identificherebbe E-Cat come una truffa, consistente nel fornire energia al dispositivo attraverso il filo di terra della spina tripolare di alimentazione. La notizia tuttavia non sembra ottenere risonanza per molti anni ancora.
Al 2014, continuano gli annunci di commercializzazione del prodotto, senza che tuttavia si abbia notizia di apparati funzionanti.
Nell'ottobre 2014 sono stati pubblicati i risultati di un test di funzionamento durato 32 giorni, portato avanti da una commissione di specialisti definita in posizione di "terzietà" rispetto al proponente. Tuttavia, restano i dubbi sulla veridicità di tale test, condotto da un team selezionato dallo stesso Rossi, che non sembra risolvere i dubbi già sollevati in precedenza, secondo i quali tali dimostrazioni sarebbero più probabilmente simulazioni di produzione di energia, piuttosto che una vera e propria produzione di lunga durata.